# Thorsten Gerald Schneiders
Thorsten Gerald Schneiders (* 1975 in Duisburg) ist ein deutscher Islam- und Politikwissenschaftler sowie Nachrichtenredakteur beim Deutschlandfunk.

## Leben
Schneiders studierte Sozialpädagogik (Diplom) und Politikwissenschaft (Magister). Von 2000 bis 2004 war er wissenschaftlicher Mitarbeiter am Institut für Arabistik und Islamwissenschaft an der Westfälischen Wilhelms-Universität Münster. Er war wissenschaftlicher Mitarbeiter und Assistent am Lehrstuhl für Religion des Islam am Centrum für Religiöse Studien der Universität Münster.

## Privates
Schneiders ist mit der Islamwissenschaftlerin und grünen Bundestagsabgeordneten Lamya Kaddor verheiratet.

## Schriften (Auswahl)
Als Autor
- Heute sprenge ich mich in die Luft. Suizidanschläge im israelisch-palästinensischen Konflikt. Ein wissenschaftlicher Beitrag zur Frage des Warum. LIT Verlag, Berlin 2006, ISBN 3-8258-8763-4.

Als Herausgeber
- mit Lamya Kaddor: Muslime im Rechtsstaat. Lit, Münster 2005, ISBN 3-8258-8024-9.
- Islamfeindlichkeit. Wenn die Grenzen der Kritik verschwimmen. VS Verlag für Sozialwissenschaften, Wiesbaden 2009, ISBN 978-3-531-16257-7, ISBN 9783531174402, doi:10.1007/978-3-531-91692-7.
- Islamverherrlichung. Wenn die Kritik zum Tabu wird. VS Verlag für Sozialwissenschaften, Wiesbaden 2010, ISBN 978-3-531-16258-4, doi:10.1007/978-3-531-92384-0.
- Verhärtete Fronten. Der schwere Weg zu einer vernünftigen Islamkritik. Springer VS, Wiesbaden 2012, ISBN 978-3-531-18140-0, doi:10.1007/978-3-531-94220-9.
- Die Araber im 21. Jahrhundert. Politik, Gesellschaft, Kultur. Springer VS, Wiesbaden 2013, ISBN 978-3-531-18526-2, doi:10.1007/978-3-531-19093-8.
- Der Arabische Frühling. Hintergründe und Analysen. Springer VS, Wiesbaden 2013, ISBN 978-3-658-01173-4, doi:10.1007/978-3-658-01174-1.
- Salafismus in Deutschland: Ursprünge und Gefahren einer islamisch-fundamentalistischen Bewegung. transcript, Bielefeld 2014, ISBN 978-3-8376-2711-4.
- Wegbereiter der modernen Islamfeindlichkeit: Eine Analyse der Argumentationen so genannter Islamkritiker. Springer VS, 2014, ISBN 978-3-6580-7974-1, doi:10.1007/978-3-658-07974-1.